# 제너두 (영화)
제너두(Xanadu)는 미국에서 제작된 로버트 그린왈드 감독의 1980년 판타지, 뮤지컬, 멜로/로맨스 영화이다. 올리비아 뉴튼 존 등이 주연으로 출연하였고 로렌스 고든 등이 제작에 참여하였다.

## 출연

### 주연
- 올리비아 뉴튼 존
- 진 켈리

### 조연
- 마이클 벡
- 제임스 슬로이언
- 디미트라 알리스
- 케이티 핸리
- 프레드 맥카렌
- 렌 우즈
- 샌달 버그먼
- 린 라덤
- 멜린다 펠프스
- 줄리엣 마셜
- 마릴린 토쿠다
- 테리 벡커맨
- 마티 데이비스
- 베베 드레이크
- 믹키 맥밀
- 애론 아이페일
- 리즈 랭
- 멜빈 존스
- 매트 라탄지
- 아이라 뉴본
- 조 앤 해리스
- 피 웨이빌
- 스티븐 펄먼
- 처치 오티즈
- 데이빗 트레스
- 매디슨 아놀드
- 윌프리드 하이드 화이트
- 코럴 브라운
- 클라이드 J. 바렛
- 셰릴 백스터
- 힐러리 빈
- 테다 브라치
- 로니 카바잘
- 힐러리 카립
- 린다 체이스
- 미란다 게리슨
- 샌디 그레이
- 마이클 제임스
- 데보라 젠슨
- 르로이 존스
- 브렌다 리
- 크리스틴 나자레스
- 팀 오브라이언
- 제프 오저
- 멜로디 샌탠겔로
- 토니 셀즈닉
- 마이클 스프링어
- 짐 톰슨
- 프란시스코 토레스
- 바비 워커
- 다셀 윈
- 멈 브라더스
- 릭 앤더슨
- 마이클 코튼
- 프레리 프린스

## 제작진
- 공동제작: 조엘 실버
- 협력프로듀서: 테런스 넬슨
- 미술: 존 W. 코소
- 세트: 마크 E. 마이어 주니어
- 의상: 보비 매닉스
- 배역: 필리스 허프먼